# Jehuda Lejb Gordon
Jehuda Lejb Gordon, także Leon Gordon, ps. „Jalag”, „Mewker” (ur. 7 grudnia 1830 w Wilnie, zm. 16 września 1892 w Petersburgu) – żydowski poeta, publicysta, bajkopisarz i prozaik tworzący po hebrajsku, jedna z wiodących postaci haskali, innowator poezji hebrajskiej.

## Życiorys
Urodził się 7 grudnia 1830 roku w Wilnie. Otrzymał religijne wychowanie w duchu zasad Gaona z Wilna, które w wieku siedemnastu lat uzupełnił świeckim wykształceniem i nauką języków: rosyjskiego, niemieckiego, polskiego, francuskiego i angielskiego. Po ukończeniu seminarium nauczycielskiego w Wilnie w 1853 roku rozpoczął pracę w zawodzie, czym trudnił się przez następne dwie dekady.
W Wilnie nawiązał kontakt z lokalną społecznością maskilów, pod wpływem której na początku lat 50. zaczął tworzyć pierwsze prace literackie. Jego wczesna twórczość nawiązywała do biblijnych wzorców lub tradycyjnych konwencji literackich. Popularność zdobył dzięki zbiorowi bajek pt. Miszlej Jehuda, który ukazał się na przełomie dekad. Zawartość opierała się na adaptacjach utworów Ezopa, Fedrusa, Jean de La Fontaineʼa, Gottholda Ephraima Lessinga i Iwana Kryłowa, do których Gordon wprowadził elementy żydowskiej tradycji jak i treści uniwersalne, oraz nowych opowieści zawierających elementy biblijne. Zbiór miał znaczący wpływ na wychowanie młodego pokolenia Żydów na terenach Imperium Rosyjskiego, ale i zdobył rozgłos poza społecznością hebrajskojęzycznych odbiorców.
Na początku lat 60. miał już ugruntowaną pozycję jednego z najważniejszych poetów hebrajskich swojego pokolenia. Jego utwory poetyckie wprowadziły nowego ducha do poezji hebrajskiej. W tym okresie pisał także znaczące teksty polemiczne, takie jak artykuł na łamach „Hamagid”, w którym nawoływał do tłumaczenia ważnych dzieł literackich na hebrajski, uważając przeciwników tego podejścia za działających na szkodę języka. W jednym z najważniejszych wierszy tego okresu nawoływał żydowską diasporę w Rosji, by nie izolowała się, tylko zwróciła się ku kulturze rosyjskiej i europejskiej, pozostając przy tym przy wierze ojców, pisząc „Bądź Żydem w domu, a człowiekiem na ulicy”. Krytykował rolę kobiet w tradycyjnym, patriarchalnym społeczeństwie i należał do orędowników dostępu dziewcząt do nowoczesnej, świeckiej edukacji, zakładając w Telszach szkołę dla dziewcząt. Jego prozę, która stała się jednym ze wzorców dla współczesnej publicystyki i opowiadań pisanych po hebrajsku, cechowała wyrazistość i klarowność.
W 1872 roku przeniósł się do Petersburgu i porzucił nauczanie. Tworzył poezję oraz skupił się na działalności społecznej, pełniąc funkcję sekretarza centralnego oddziału rosyjskiego towarzystwa krzewienia kultury pośród Żydów. Za tę działalność, którą uznano za antycarską, został w 1872 roku uwięziony i następnie zesłany do Pudożu. Zrehabilitowano go w 1880 roku, po czym powrócił do Petersburga i dołączył do redakcji „Ha-Melic”. Na łamach gazety przedstawiał swoje liberalne, oświeceniowe poglądy w licznych artykułach i felietonach. Z nadejściem żydowskich ruchów narodowościowych pozostał przy swoich poglądach, co doprowadziło do waśni z Mosze Lejbem Lilienblumem. Uważał, że emigracja Żydów do Ziemi Izraela powinna się odbywać jedynie pod warunkiem porzucenia ortodoksji i zamiast aliji zachęcał do wyjazdu do Stanów Zjednoczonych. Dołączył do redakcji Słownika encyklopedycznego Brockhausa i Efrona, dla którego opracował hasła dotyczące historii Żydów i literatury hebrajskiej.
Jego twórczość inspirowała literatów i intelektualistów następnych pokoleń, takich jak Chajim Nachman Bialik, Saul Czernichowski, Szymon Dubnow, czy Maksym Winawer.
Zmarł 16 września 1892 roku w Petersburgu.